# Như trên Thiên đường và Mặt đất
Như trên Thiên đường và Mặt đất (Like Land And Sky hay còn được biết đến với tên Heaven & Earth) (tiếng Hàn: 하늘만큼 땅만큼; Romaja: Haneul Mankeum Ddang Mankeum) là một bộ phim truyền hình Hàn Quốc năm 2007, với sự tham gia của các diễn viên chính: Park Hae-jin, Han Hyo-joo, Lee Joo-hyun, Kang Jung-hwa, và Hong Soo-ah. Phim được phát sóng trên KBS1 từ ngày 15 tháng 1 đến ngày 31 tháng 8 năm 2007 từ thứ hai đến thứ sáu hàng tuần lúc 20:25 với 165 tập phim.
Bộ phim truyền hình đỉnh cao của loại phim phát sóng hàng ngày, giữ kỉ lục trung bình người xem trên 30% trong suốt chín tháng phát sóng. Kỉ lục người xem cao nhất được ghi nhận là 36.1% (vào tập 164) cao thứ ba trong đánh giá phim truyền hình Hàn Quốc năm 2007.

## Nội dung
Jung Mu-young (Park Hae-jin) là đứa trẻ được nhận nuôi bởi người cha Kim Tae-sik (Jung Han-yhun). Tae-sik và vợ Park Myung-ja (Jung Ae-ri) nuôi Mu-young cùng với người con trai của mình Kim Sang-hun (Lee Joo-hyun). Dù là vì tiền, Myung-ja đã cố giữ hạnh phúc cho gia đình, hơn nữa bà chưa từng một lần phân biệt đối xử Mu-young với người con trai ruột. Như vậy, Mu-young luôn không biểu hiện ra bên ngoài, dù khắc nghiệt và mâu thuẫn nhưng anh luôn trân trọng gia đình, anh tạo khoảng cách với mọi người vì sợ một ngày nào đó họ sẽ bị tổn thương. Sau này anh gặp một người con gái vui vẻ và có trái tim nhân hậu Seok Ji-soo (Han Hyo-joo), là người trân trọng những giá trị gia đình cô ấy, nhưng cô không thể có cách giúp đỡ người khác. Khi anh thấy Ji-soo bỏ nhiều công sức để các mối quan hệ trong gia đình gia đình cô ấy hạnh phúc và hài hòa, trái tim của Mu-young như được xoa dịu và cô ấy mang đến những điều tốt đẹp nhất đến với anh ấy.
Nhưng trong nút thắt của số phận, Ji-soo bắt đầu làm việc cho chị kế của Myung-ja là Park Myung-joo (Yoon Hae-young), và hiểu ra rằng, cô và người cha đơn thân của cô Seok Jong-hun (Hồng Yo-seob) đều đang có đối tượng để yêu. Dù Ji-soo hoàn toàn ủng hộ của cha cô về tình cảm mới được phát hiện ra, nhưng cô vẫn mâu thuẫn bởi vì nếu cha cô cưới Myung-joo, thì cô và người bạn trai của cô Mu-young sẽ trở thành anh em họ.
Như trên Thiên đường và Mặt đất nói về những vấn đề của các gia đình hiện đại, như là những mặt khó khăn đối với cha mẹ kế và anh chị em kế; xung đột giữa con nuôi và con ruột; hậu quả của sự tái hôn; tỷ lệ ly hôn cao giữa thế hệ trẻ; sự vô tình thiếu quan tâm của con cháu đối với ông bà của họ.

## Diễn viên

### Diễn viên chính
- Park Hae-jin vai Jung Mu-young
- Han Hyo-joo vai Seok Ji-soo
- Kang Jung-hwa vai Yoon Eun-joo
- Lee Joo-hyun vai Kim Sang-hun
- Hong Soo ah vai Yoon Eun-ha

### Diễn viên phụ
Gia đình Kim
- Jung Han-yong vai Kim Tae-shik, bố Sang-hyun và Mu-young
- Jung Ae-ri vai Park Myung-ja, mẹ Sang-hyun
- Ban Hyo-jung vai Han Bong-rye, mẹ Myung-ja
- Jung Jae-soon vai Lee Soon-im, mẹ kế Myung-ja
- Yoon Hae-young vai Park Myung-joo, con gái Soon-im
- Kim Il-woo vai Park Myung-tae, em trai Myung-ja

Gia đình Seok 
- Hong Yo-seob vai Seok Jong-hoon, bố Ji-soo
- Seo Jae-kyung vai Seok Ji-woong, anh trai Ji-soo
- Kang Rae-yeon vai Se Mi-ae, vợ Ji-woong

Gia đình Yoon
- Jung Dong-hwan vai Yoon Jae-doo, bố Eun-joo và Eun-ha
- Kim Ja-ok vai Ahn Hye-kyung, mẹ Eun-joo và Eun-ha

Diễn viên mở rộng 
- Choi Won-young vai Jang Young-min
- Han Jin-hee vai President Jang, bố Young-min
- Seo Jun-young vai Song Ji-min
- Lee Hye-sook vai Jin-sook
- Park Hyo-bin
- Han Young-kwang

## Giải thưởng
- Excellence Award, Actor in a Serial Drama: Park Hae-jin
- Popularity Award: Han Hyo-joo
- Best Couple Award: Park Hae-jin và Han Hyo-joo